# (2281) Biela
(2281) Biela – planetoida z grupy pasa głównego asteroid okrążająca Słońce w ciągu 3 lat i 87 dni w średniej odległości 2,19 au. Została odkryta 26 października 1971 roku w Hamburg-Bergedorf Observatory w Bergedorfie przez Luboša Kohoutka. Nazwa planetoidy pochodzi od Wilhelma von Bieli, austriackiego wojskowego i astronoma. Przed nadaniem nazwy planetoida nosiła oznaczenie tymczasowe (2281) 1971 UQ1.